# Độ lệch chuẩn
Độ lệch chuẩn, hay độ lệch tiêu chuẩn (Tiếng Anh: standard deviation) là một đại lượng thống kê mô tả dùng để đo mức độ phân tán của một tập dữ liệu đã được lập thành bảng tần số. Có thể tính ra độ lệch chuẩn bằng cách lấy căn bậc hai của phương sai.
Khi hai tập dữ liệu có cùng giá trị trung bình cộng, tập nào có độ lệch chuẩn lớn hơn là tập có dữ liệu biến thiên nhiều hơn. Trong trường hợp hai tập dữ liệu có giá trị trung bình cộng không bằng nhau, thì việc so sánh độ lệch chuẩn của chúng không có ý nghĩa.
Độ lệch chuẩn còn được sử dụng khi tính sai số chuẩn. Khi lấy độ lệch chuẩn chia cho căn bậc hai của số lượng quan sát trong tập dữ liệu, sẽ có giá trị của sai số chuẩn.

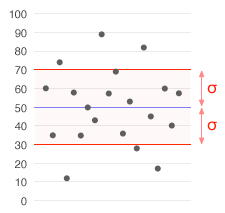
Độ lệch chuẩn phản ánh sự phân tán của dữ liệu so với giá trị trung bình

## Khái niệm độ lệch chuẩn
Độ lệch chuẩn, hay độ lệch tiêu chuẩn (Standard Deviation) là một đại lượng thống kê dùng để đo mức độ phân tán của một tập dữ liệu đã được lập thành bảng tần số. Có thể tính ra độ lệch chuẩn bằng cách lấy căn bậc hai của phương sai. Khi hai tập dữ liệu có cùng giá trị trung bình cộng, tập nào có độ lệch chuẩn lớn hơn là tập có dữ liệu biến thiên nhiều hơn. Trong trường hợp hai tập dữ liệu có giá trị trung bình cộng không bằng nhau, thì việc so sánh độ lệch chuẩn của chúng không có ý nghĩa. Độ lệch chuẩn còn được sử dụng khi tính sai số chuẩn. Khi lấy độ lệch chuẩn chia cho căn bậc hai của số lượng quan sát trong tập dữ liệu, sẽ có giá trị của sai số chuẩn.

## Công thức tính độ lệch chuẩn (S.D)
Độ lệch chuẩn là căn bậc hai của phương sai. Do đó, công thức của độ lệch chuẩn của tổng thể / quần thể là:
{\displaystyle \sigma ={\sqrt {\sigma ^{2}}}={\sqrt {{\frac {1}{N}}\sum _{i=1}^{N}\left(X_{i}-\mu \right)^{2}}}}
Trong đó σ là độ lệch chuẩn của tổng thể / quần thể,  μ là trung bình của tổng thể / quần thể.  {\displaystyle X_{i}} là phần tử thứ i của tổng thể / quần thể, và N là số thành phần của tổng thể / quần thể.
Tương tự, độ lệch chuẩn của mẫu được tính bằng công thức:{\displaystyle s={\sqrt {s^{2}}}={\sqrt {{\frac {1}{n-1}}\sum _{i=1}^{n}(x_{i}-{\overline {x}})^{2}}}}
Trong đó, s là độ lệch chuẩn của mẫu,  {\displaystyle {\bar {x}}} là trung bình của mẫu, {\displaystyle x_{i}} là thành phần thứ i của mẫu, và n là tổng số thành phần của mẫu.
Ta cần phân biệt rõ 2 ký hiệu:
- σ: Dùng khi nói về quần thể
- s: Dùng khi nói về mẫu

## Ý nghĩa của độ lệch chuẩn
Độ lệch chuẩn đo tính biến động của giá trị mang tính thống kê. Nó cho thấy sự chênh lệch về giá trị của từng thời điểm đánh giá so với giá trị trung bình. Tính biến động cũng như độ lệch chuẩn sẽ cao hơn nếu giá đóng cửa và giá đóng cửa trên trung bình khác nhau đáng kể. Nếu sự chênh lệch không đáng kể thì độ lệch chuẩn và tính biến động ở mức thấp.
Sự đảo chiều xu thế tạo các vùng đáy hoặc đỉnh của thị trường được xác định thời cơ bằng các mức độ biến động cao. Những xu thế mới của giá sau thời kỳ thoái trào của thị trường (tức là giai đoạn điều chỉnh) thường được xác định thời cơ bằng những mức độ biến động thấp.
Sự thay đổi đáng kể về dữ liệu giá đem lại giá trị độ lệch chuẩn cao và dữ liệu giá ổn định hình thành độ lệch chuẩn ở mức thấp.